# Phoenicurus
Phoenicurus es un género de aves paseriformes de la familia Muscicapidae conocidos vulgarmente como colirrojos.

## Especies
Se reconocen las siguientes especies:
- Phoenicurus frontalis — colirrojo frentiazul;
- Phoenicurus fuliginosus — colirrojo fuliginoso;
- Phoenicurus bicolor — colirrojo bicolor;
- Phoenicurus erythronotus — colirrojo de Eversmann;
- Phoenicurus leucocephalus — colirrojo acuático;
- Phoenicurus alaschanicus — colirrojo de Przewalski;
- Phoenicurus coeruleocephala — colirrojo capiazul;
- Phoenicurus moussieri — colirrojo diademado;
- Phoenicurus phoenicurus — colirrojo real;
- Phoenicurus hodgsoni — colirrojo de Hodgson;
- Phoenicurus schisticeps — colirrojo gorgiblanco;
- Phoenicurus erythrogastrus — colirrojo de Güldenstädt;
- Phoenicurus ochruros — colirrojo tizón;
- Phoenicurus auroreus — colirrojo dáurico.